# Serra do Bouro
Serra do Bouro is een plaats (freguesia) in de Portugese gemeente Caldas da Rainha en telt 720 inwoners (2001).